# 邻苯二甲酸二(2-丙基庚)酯
邻苯二甲酸二(2-丙基庚)酯（英語：Di(2-propylheptyl) phthalate，或，缩写DPHP），是一种化学式为C28H46O4的有机化合物，是一分子邻苯二甲酸与两分子十碳醇2-丙基庚醇形成的二酯，常温下为无色粘稠液体，可作为聚氯乙烯（PVC）的软化剂和塑化剂，在一些场合可替代DEHP和DINP使用。